# Žadovinek
Žadovinek este o localitate din comuna Krško, Slovenia, cu o populație de 82 de locuitori.